# 北海道社会福祉士会
公益社団法人北海道社会福祉士会（こうえきしゃだんほうじんほっかいどうしゃかいふくししかい、英称 Hokkaido Association of Certified Social Workers）は、北海道の社会福祉士を会員とする法人。

## 本部所在地
- 北海道札幌市中央区北2条西7丁目 かでる2・7　４階

## 沿革
1992年（平成4年）3月29日     第1回北海道社会福祉士の集い開催（かでる2.7）　37名で北海道社会福祉士会発足準備委員会立ち上げ
1992年（平成4年）6月28日     北海道社会福祉士会設立総会開催（北農健保会館）　資格者72名へ呼びかけ、参加43名　初代会長　澤伊三男氏
1993年（平成5年）1月15日     日本社会福祉士会設立総会　北海道社会福祉士会が支部組織として位置づけ
1996年（平成8年）4月1日      日本社会福祉士会が社団法人化
1997年（平成9年）6月6日      日本社会福祉士会全国大会を北海道で開催
2000年（平成12年）4月23日    2000年度総会で第2代会長に白戸一秀氏選出
2001年（平成13年）4月1日     事務所を道社協内に設置
2001年（平成13年）10月1日    権利擁護相談センター「ぱあとなあ北海道」開設　相談員を常駐させる
2002年（平成14年）4月20日    事務所を札幌ケアセンタービル（南6西13）に移転
2003年（平成15年）9月1日     事務所をＳＣビル（北区北10西4）に移転
2004年（平成16年）3月31日    「自立を支援するケアプラン集」発行　平成15年度北海道自立促進モデルケアプラン促進事業
2005年（平成17年）7月7日     北海道知事より、日本社会福祉士会北海道支部として北海道福祉サービス第三者評価事業推進機構の指定
2006年（平成18年）11月5日    社団法人日本社会福祉士会北海道支部解散総会及び社団法人北海道社会福祉士会設立総会開催
2006年（平成18年）12月18日   北海道知事より社団法人設立許可
2007年（平成19年）1月27日    社団法人としての第1回総会を開催　当時会員数1164名　組織率27.82%
2012年（平成24年）11月22日   北海道知事へ公益社団法人移行への申請を行う　翌年4月1日移行手続完了登記
2013年（平成25年）4月1日     支部の設置及び運営に関する規則制定　7地区支部（道央、道南、道北、オホーツク、日胆、十勝、釧根）　その他諸規則規程の整備を実施
2014年（平成26年）5月24日    会員の資質向上を目的として倫理委員会を設置し、関連諸規則規程を制定
2018年（平成30年）9月6日     胆振地方東部を震源とする地震発生（北海道胆振東部地震）本会から現地への福祉関連支援として会員派遣。
　　　　                                全国の社会福祉士会から義援金が送られ、派遣活動の原資として活用。剰余金は災害対策基金として積立。
2019年（令和元年）6月22日     第21回定時総会　本会として初めて会員を除名する
2020年（令和2年）              新型コロナウイルス感染症拡大により北海道に緊急事態宣言発表。本会活動は「参集」から「オンライン」による形態へ移行。
2020年（令和2年）6月          日本社会福祉士会総会にて、倫理綱領の改正が承認される。
2021年（令和3年）2月          臨時総会を開催、2人目の会員除名を行う。
2021年（令和3年）3月          日本社会福祉士臨時総会にて、行動規範の改正が承認される。
2021年（令和3年）4月          北海道に再度緊急事態宣言発出。（９月３０日全面解除）
2021年（令和3年）8月          日本社会福祉士会にて倫理綱領・行動規範の伝達研修実施。本会より会長、理事、倫理委員の3名が参加。

## 地区支部
- 道央地区支部（石狩振興局、空知総合振興局、後志総合振興局）
- 道南地区支部（渡島総合振興局、檜山振興局）
- 道北地区支部（上川総合振興局、留萌振興局、宗谷総合振興局）
- オホーツク地区支部（オホーツク総合振興局）
- 日胆地区支部（胆振総合振興局、日高振興局）
- 十勝地区支部（十勝総合振興局）
- 釧根地区支部（釧路総合振興局、根室振興局）

## 委員会
- 生涯研修委員会
- 生活困難者支援委員会
- 災害対策委員会
- 現場実習指導者研修委員会
- 企画総務委員会
- 障がい者等地域生活支援委員会
- 北海道福祉サービス第三者評価事業推進機構
- 地域包括支援センター支援委員会
- 権利擁護センターぱあとなあ北海道運営委員会
- 司法分野との連携特別委員会
- 子ども未来部会